# 格洛丽亚·威格尼
格洛丽亚·威格尼（英語：Gloria Wigney，1934年11月17日—），旧姓库克（Cooke），澳大利亚女子田径运动员。她曾代表澳大利亚参加1958年大英帝国和英联邦运动会田径比赛，获得一枚铜牌。